# یوسف وهبه پاشا
یوسف وهبه پاشا (۱۸۵۲ – ۱۹۳۴) یک اقتصاددان، و دیپلمات اهل مصر بود.
در ۱۵ آوریل ۱۹۱۲ تا ۵ آوریل ۱۹۱۴ منصب وزارت خارجه را در کابینهٔ یکم محمد سعید پاشا بر عهده گرفت. سپس وی چهار بار وزیر دارایی در کابینه‌های حسین رشدی پاشا بر عهده گرفت که بار اول ۵ آوریل ۱۹۱۴ تا ۱۹ دسامبر ۱۹۱۴، بار دوم ۱۹ دسامبر ۱۹۱۲ تا ۹ اکتبر ۱۹۱۷، بار سوم ۱۰ اکتبر ۱۹۱۷ تا ۹ آوریل ۱۹۱۹ و بار آخر ۹ آوریل ۱۹۱۹ تا ۲۲ آوریل ۱۹۱۹ بود. همچنین منصب پیشین خود را در کابینهٔ دوم محمد سعید پاشا حفظ کرد و از تاریخ ۲۱ مه ۱۹۱۹ تا ۲۰ نوامبر ۱۹۱۹ وزیر دارایی در کابینهٔ گفته شده بود. وی در ۲۰ نوامبر ۱۹۱۹ تا ۲۱ مه ۱۹۲۱ به سمت نخست‌وزیری برگزیده شد و هم‌زمان وزارت دارایی را نیز عهده‌دار بود.

## زندگی‌نامه
یوسف وهبه در سال ۱۸۵۲ در یک خانواده برجسته قبطی در قاهره، مصر متولد شد. پدر وی، وهبه بیگ بنیانگذار نخستین انجمن خیریه قبطی بود که شامل دانشمندان مسلمان همچون عبدالله نادیم و محمد عبده بود. وی در سال ۱۹۳۴ درگذشت و با داودو دختر میخائیل بی ال نکادی ازدواج کرد و هشت فرزند داشت. دو پسرش مراد وهبه پاشا (۱۹۷۲–۱۹۷۲) و صدک وهبه پاشا (۱۹۷۱–۱۸۵۵) به ترتیب در دستگاه قضایی مصر و خدمات دیپلماتیک مشاغل برجسته‌ای داشتند.